# Les Mange-lumière
Les Mange-lumière (The Eaters of Light) est le dixième épisode de la dixième saison de la deuxième série télévisée britannique Doctor Who. Il est diffusé sur BBC One au Royaume-Uni le 17 juin 2017.

## Distribution
- Peter Capaldi : Le Docteur
- Pearl Mackie : Bill Potts
- Matt Lucas : Nardole
- Michelle Gomez : Missy
- Rebecca Benson : Kar
- Ben Hunter : Thracius
- Daniel Kerr : Ban
- Billy Matthews : Cornelius
- Brian Vernel : Lucius
- Aaron Phagura
- Juwon Adedokun
- Sam Adewunmi

## Résumé
Il y a longtemps, la neuvième légion hispanique disparaissait dans les brumes d'Écosse. Bill a une théorie sur ce qu'il s'est passé, et le Docteur a une machine temporelle. Mais quand ils arrivent dans l'ancien Aberdeenshire, ils trouvent une menace plus grande que n'importe quelle armée. Sur un cairn ou un flanc de colline, c'est une porte vers la fin du monde.

### Continuité
- Cet épisode réexplique le système de traduction du TARDIS. Bill se demande pourquoi l'armée romaine ne parle pas le latin mais l'anglais. Sarah Jane Smith s'était déjà posé la question dans l'épisode The Masque of Mandragora[2] et de même pour Donna Noble dans La Chute de Pompéi.